# آرتور مپ
آرتور مپ (انگلیسی: Arthur Mapp؛ زادهٔ ۶ نوامبر ۱۹۵۳) جودوکار اهل بریتانیا بود.